# Показное (Запорожская область)
Показное (укр. Показне) — село,
Плодородненский сельский совет,
Михайловский район,
Запорожская область,
Украина.
Код КОАТУУ — 2323385504. Население по переписи 2001 года составляло 487 человек.

## Географическое положение
Село Показное находится на расстоянии 1,5 км от села Плодородное и в 2 км от села Тракторное.
В селе находится ставок, который возобновил рыбацкую деятельность в ближайших посёлках, теперь площадь близь ставка подходит так же для проведения некоторых мероприятий.
Рядом проходит железная дорога, станция Плодородие в 2 км.

## История
- 1810 год — основано как немецкий хутор Костгейм.
- В 1945 году переименовано в село Показное[2].
- село также носило наименование Латыпово (см. газету "Правда" от 20 февраля 1970 г.)

## Экономика
- Михайловский психоневрологический интернат.